# Ordinari Freytags Post-Zeitung
Ordinari Freytags Post-Zeitung là tờ báo đầu tiên được xuất bản hàng tuần ở Vùng Baltic vào năm 1675 tại Reval. Tờ báo này do Christoph Brendenken xuất bản bằng tiếng Đức.